# Internazionali BNL d'Italia 2014
Internazionali BNL d'Italia 2014, známý také pod názvy Italian Open 2014 nebo Rome Masters 2014, byl společný tenisový turnaj mužského okruhu ATP World Tour a ženského okruhu WTA Tour, hraný v areálu Foro Italico na otevřených antukových dvorcích. Konal se mezi .11 až 19. květnem 2014 ve italské metropoli Římě jako 71. ročník turnaje.
Mužská polovina se po grandslamu řadila do druhé nejvyšší kategorie okruhu ATP World Tour Masters 1000 a její dotace činila 3 452 415 eur. Ženská část měla rozpočet 2 120 000 eur a byla součástí kategorie WTA Premier 5.

## Distribuce bodů a finančních odměn

### Distribuce bodů
| Soutěž         | Vítězové | F   | SF  | ČF  | 16 v kole | 32 v kole | 64 v kole | Q  | Q2 | Q1 |
| -------------- | -------- | --- | --- | --- | --------- | --------- | --------- | -- | -- | -- |
| dvouhra mužů   | 1000     | 600 | 360 | 180 | 90        | 45        | 10        | 25 | 16 | 0  |
| mužská čtyřhra | 1000     | 600 | 360 | 180 | 90        | 0         |           |    |    |    |
| ženská dvouhra | 900      | 585 | 350 | 190 | 105       | 60        | 10        | 30 | 20 | 1  |
| ženská čtyřhra | 900      | 585 | 350 | 190 | 105       | 5         |           |    |    |    |

### Finanční odměny
| Soutěž            | Vítězové | Finalisté | Semifinalisté | Čtvrtfinalisté | 16 v kole | 32 v kole | 64 v kole | Q2     | Q1     |
| ----------------- | -------- | --------- | ------------- | -------------- | --------- | --------- | --------- | ------ | ------ |
| dvouhra mužů      | €549 000 | €269 150  | €135 480      | €68 890        | €35 775   | €18 860   | €10 185   | €2 345 | €1 195 |
| dvouhra žen       | €387 130 | €193 190  | €96 595       | €44 500        | €22 060   | €11 323   | €5 820    | €3 239 | €1 666 |
| čtyřhra mužů*     | €170 000 | €83 240   | €41 750       | €21 430        | €11 080   | €5 840    |           |        |        |
| čtyřhra žen*      | €110 770 | €55 948   | €22 694       | €13 940        | €7 040    | €3 489    |           |        |        |
| * – částka na pár |          |           |               |                |           |           |           |        |        |

## Dvouhra mužů

### Nasazení
| Stát                           | Hráč               | ATP | Nasazení |
| ------------------------------ | ------------------ | --- | -------- |
| Španělsko                      | Rafael Nadal       | 1.  | 1.       |
| Srbsko                         | Novak Djoković     | 2.  | 2.       |
| Švýcarsko                      | Stanislas Wawrinka | 3.  | 3.       |
| Švýcarsko                      | Roger Federer      | 4.  | 4.       |
| Španělsko                      | David Ferrer       | 5.  | 5.       |
| Česko                          | Tomáš Berdych      | 6.  | 6.       |
| Spojené království             | Andy Murray        | 8.  | 7.       |
| Kanada                         | Milos Raonic       | 9.  | 8.       |
| Spojené státy                  | John Isner         | 10. | 9.       |
| Japonsko                       | Kei Nišikori       | 12. | 10.      |
| Francie                        | Jo-Wilfried Tsonga | 13. | 11.      |
| Bulharsko                      | Grigor Dimitrov    | 14. | 12.      |
| Itálie                         | Fabio Fognini      | 15. | 13.      |
| Rusko                          | Michail Južnyj     | 16. | 14.      |
| Německo                        | Tommy Haas         | 17. | 15.      |
| Španělsko                      | Tommy Robredo      | 18. | 16.      |
| Žebříček ATP k 5. květnu 2014. |                    |     |          |

### Jiné formy účasti
Následující hráči obdrželi divokou kartu do hlavní soutěže:
- Simone Bolelli
- Marco Cecchinato
- Paolo Lorenzi
- Filippo Volandri

Následující hráči postoupili z kvalifikace:
- Pablo Carreño Busta
- Santiago Giraldo
- Andrej Golubjev
- Alejandro González
- Pere Riba
- Stéphane Robert
- Stefano Travaglia
  -  Alejandro Falla – jako šťastný poražený

### Odhlášení
před zahájením turnaje
- Nicolás Almagro
- Juan Martín del Potro (poranění zápěstí)
- Richard Gasquet
- Florian Mayer
- Gaël Monfils
- Kei Nišikori
- Benoît Paire

### Skrečování
- Alejandro Falla (bolest pravé nohy)
- Santiago Giraldo (natažení přitahovače)
- Andrej Golubjev (natažení flexoru kyčle)
- Tommy Haas

## Mužská čtyřhra

### Nasazení
| Stát                                                                                    | Hráč              | Stát               | Hráč                   | ATP1 | Nasazení |
| --------------------------------------------------------------------------------------- | ----------------- | ------------------ | ---------------------- | ---- | -------- |
| Spojené státy                                                                           | Bob Bryan         | Spojené státy      | Mike Bryan             | 2.   | 1.       |
| Rakousko                                                                                | Alexander Peya    | Brazílie           | Bruno Soares           | 6.   | 2.       |
| Chorvatsko                                                                              | Ivan Dodig        | Brazílie           | Marcelo Melo           | 11.  | 3.       |
| Španělsko                                                                               | David Marrero     | Španělsko          | Fernando Verdasco      | 19.  | 4.       |
| Francie                                                                                 | Nicolas Mahut     | Francie            | Édouard Roger-Vasselin | 25.  | 5.       |
| Kanada                                                                                  | Daniel Nestor     | Srbsko             | Nenad Zimonjić         | 29.  | 6.       |
| Polsko                                                                                  | Łukasz Kubot      | Švédsko            | Robert Lindstedt       | 34.  | 7.       |
| Filipíny                                                                                | Treat Conrad Huey | Spojené království | Dominic Inglot         | 41.  | 8.       |
| Žebříček ATP k 5. květnu 2014; číslo je součtem žebříčkového postavení obou členů páru. |                   |                    |                        |      |          |

### Jiné formy účasti
Následující páry obdržely divokou kartu do hlavní soutěže:
- Daniele Bracciali /  Potito Starace
- Marco Cecchinato /  Andreas Seppi

### Odhlášení
v průběhu turnaje
- Tommy Haas

## Ženská dvouhra

### Nasazení
| Stát                           | Hráčka                    | WTA1) | Nasazení |
| ------------------------------ | ------------------------- | ----- | -------- |
| Spojené státy                  | Serena Williamsová        | 1.    | 1.       |
| Čína                           | Li Na                     | 2.    | 2.       |
| Polsko                         | Agnieszka Radwańská       | 3.    | 3.       |
| Rumunsko                       | Simona Halepová           | 5.    | 4.       |
| Česko                          | Petra Kvitová             | 6.    | 5.       |
| Srbsko                         | Jelena Jankovićová        | 7.    | 6.       |
| Německo                        | Angelique Kerberová       | 8.    | 7.       |
| Rusko                          | Maria Šarapovová          | 9.    | 8.       |
| Slovensko                      | Dominika Cibulková        | 10.   | 9.       |
| Itálie                         | Sara Erraniová            | 11.   | 10.      |
| Srbsko                         | Ana Ivanovićová           | 12.   | 11.      |
| Itálie                         | Flavia Pennettaová        | 13.   | 12.      |
| Španělsko                      | Carla Suárezová Navarrová | 14.   | 13.      |
| Dánsko                         | Caroline Wozniacká        | 15.   | 14.      |
| Německo                        | Sabine Lisická            | 16.   | 15.      |
| Spojené státy                  | Sloane Stephensová        | 17.   | 16.      |
| Kanada                         | Eugenie Bouchardová       | 18.   | 17.      |
| Žebříček WTA k 5. květnu 2014. |                           |       |          |

### Jiné formy účasti
Následující hráčky obdržely divokou kartu do hlavní soutěže:
- Nastassja Burnettová
- Camila Giorgiová
- Karin Knappová

Následující hráčky postoupily z kvalifikace:
- Mona Barthelová
- Belinda Bencicová
- Petra Cetkovská
- Lauren Davisová
- Casey Dellacquová
- Christina McHaleová
- Mónica Puigová
- Chanelle Scheepersová
  -  Paula Ormaecheaová – jako šťastná poražená

### Odhlášení
před zahájením turnaje
- Viktoria Azarenková (poranění levé nohy)[2]
- Kaia Kanepiová (poranění pravé paty)[3]
- Caroline Wozniacká (poranění levého kolena)[4]

v průběhu turnaje
- Simona Halepová (poranění levé břišní stěny)

#### Skrečování
- Světlana Kuzněcovová (poranění levého kyčle)

## Ženská čtyřhra

### Nasazení
| Stát                                                                                    | Hráčka                  | Stát          | Hráčka                 | WTA1 | Nasazení |
| --------------------------------------------------------------------------------------- | ----------------------- | ------------- | ---------------------- | ---- | -------- |
| Tchaj-wan                                                                               | Sie Šu-wej              | Čína          | Pcheng Šuaj            | 3.   | 1.       |
| Itálie                                                                                  | Sara Erraniová          | Itálie        | Roberta Vinciová       | 6.   | 2.       |
| Rusko                                                                                   | Jekatěrina Makarovová   | Rusko         | Jelena Vesninová       | 11.  | 3.       |
| Česko                                                                                   | Květa Peschkeová        | Slovinsko     | Katarina Srebotniková  | 17.  | 4.       |
| Zimbabwe                                                                                | Cara Blacková           | Indie         | Sania Mirzaová         | 17.  | 5.       |
| Spojené státy                                                                           | Raquel Kopsová-Jonesová | Spojené státy | Abigail Spearsová      | 30.  | 6.       |
| Rusko                                                                                   | Alla Kudrjavcevová      | Austrálie     | Anastasia Rodionovová  | 38.  | 7.       |
| Německo                                                                                 | Julia Görgesová         | Německo       | Anna-Lena Grönefeldová | 43.  | 8.       |
| Žebříček WTA k 5. květnu 2014; číslo je součtem žebříčkového postavení obou členů páru. |                         |               |                        |      |          |

### Jiné formy účasti
Následující páry obdržely divokou kartu do hlavní soutěže:
- Gioia Barbieriová /  Nastassja Burnettová
- Camila Giorgiová /  Karin Knappová
- Jelena Jankovićová /  Alisa Klejbanovová

### Odhlášení
v průběhu turnaj
- Čang Šuaj (poranění ramena)

#### Skrečování
- Sara Erraniová (poranění levého kyčle)

## Přehled finále

### Mužská dvouhra
- Novak Djoković vs.  Rafael Nadal, 4–6, 6–3, 6–3

### Ženská dvouhra
- Serena Williamsová vs.  Sara Erraniová, 6–3, 6–0

### Mužská čtyřhra
- Daniel Nestor /  Nenad Zimonjić vs.  Robin Haase /  Feliciano López, 6–4, 7–6(7–2)

### Ženská čtyřhra
- Květa Peschkeová /  Katarina Srebotniková vs.  Sara Erraniová /  Roberta Vinciová, 4–0skreč